# ФК Диферданж 03
ФК Диферданж 03 је луксембуршки фудбалски клуб из истоменог града на југозападу Луксембурга. Играју на стадиону Thillenberg, капацитета 6,300 места.

## Настанак клуба
Диферданж је настао спајањем АС Диферданжа и Ред Бојс Диферданж, 2003. године (сезона 2003/04). Игром случаја, новонастали клуб се већ у сезони 2006/07 нашао у првој луксембуршкој лиги због проширења лиге са 12 на 14 клубова. Пре тога, Ред бојс Диферданж је играо у другој луксембуршкој лиги (лига части), док је АС Диферданж био у трећој лиги. Нови клуб узима позицију Ред бојса и због доброг пласмана се одмах пласирају у првој прву луксембуршку лигу.

## Домаће првенство
У својој дебитантској сезони бележе велики успех освајањем трећег места и пласманом у Интертото куп. Већ следећа сезона је за њих била много лошија, заузели су тек седмо место са чак 13 пораза. У сезони 2008/09 заузели су друго место у првенству, иако су три од укупно пет пораза доживели у задња три кола. Сезона 2009/10 је представила наставак осцилација клуба. Заузели су 4. место.

## Куп Луксембурга
Највећи успех у купу Луксембурга, екипа Диферданжа је постигла у сезони 2009/10, када је освојила то такмичење. До тада, највећи успех био је пласман у полуфинале у сезони 2008/09.

## Такмичење у Европи

### Сезона 2007/08
У сезони 2007/08, Диферданж је учествовао у Интертото купу због освојеног трећег места у луксембуршкој лиги. Био је у средње-источном региону и за противника је имао Слована из Братиславе. Оба меча је изгубио. Први је изгубио код куће резултатом 0-2, а други резултатом 3-0 у Словачкој .

### Сезона 2009/10
Другим местом у луксембуршкој лиги, изборио је место у другом колу квалификација за лигу Европе. Жребом за противника добијају Ријеку, и ту Диферданж остварује историјски успех, победом 1-0, код куће. Међутим, у реваншу Диферданж није имао шансе и изгубио је 3-0.

### Сезона 2010/11
Освајањем Купа Луксембурга, Диферданж другу сезону за редом учествује у другом колу квалификација за лигу Европе. За противника су добили Спартак Златибор вода. Дана 15. јула игра се меч у Луксембургу, недељу дана касније (22. јула) меч се игра на стадиону Карађорђе у Новом Саду, јер стадион Спартака не задовољава УЕФА-ине захтеве.

## Диферданж 03 у европским такмичењима
| Сезона  | Такмичење        | Резултат    | Држава   | Екипа                 | Дом. | Гост | УЕФА коеф. |
| ------- | ---------------- | ----------- | -------- | --------------------- | ---- | ---- | ---------- |
| 2007    | Интертото куп    | 1 коло      | Словачка | Слован Братислава     | 0-2  | 0-3  | 0,0        |
| 2009/10 | УЕФА Лига Европе | 2 коло кв.  | Хрватска | Ријека                | 1-0  | 0-3  | 1.0        |
| 2010/11 | УЕФА Лига Европе | 1 коло кв.  | Србија   | Спартак Златибор вода | 3-3  | 0-2  | 0.5        |
| 2011/12 | Лига Европе      | 2. коло кв. | Естонија | Левадија Талин        | 0-0  | 1-0  | 1.5        |
|         |                  | 3. коло кв. | Грчка    | Олимпијакос Волос     | 0-3  | 0-3  | 0.0        |

Укупни УЕФА коефицијент износи 3,0